# Grain (Musik)
Ein Grain ist ein Elementarklang (Klangkorn) mit einer Dauer von 5 bis 20 ms. Durch Aneinanderreihung von Grains können neue Klänge erzeugt werden (Granularsynthese), vergleichbar mit Einzelbildern beim Film.
Ein Grain wird durch folgende Parameter bestimmt:
- Dauer des Grains
- Wellenform im Grain
- Hüllkurve für das Grain (z. B. Gauss, Trapez, Puls)